# Oboźny koronny (urząd dworski)
Oboźny koronny łac. praefectus curruum  – urząd dworski (dygnitarski) I Rzeczypospolitej. Miał pieczę nad powozami i wozami królewskimi, był przełożonym kołodziejów i stelmachów i innych rzemieślników stajennych, pracujących na potrzeby wozowni.